# Clovis (Nowy Meksyk)
Clovis – miasto w Stanach Zjednoczonych, w stanie Nowy Meksyk, siedziba administracyjna hrabstwa Curry.